# Urgyen Tsomo
Pour les articles homonymes, voir Tsomo.
Khandro
Yeshe Tsogyal Khandro Rinpoché
Urgyen Tsomo, Orgyen Tsomo (tibétain : ཨོ་རྒྱན་མཚོ་མོ, Wylie : o rgyan mtsho mo, 1897, Tibet- 1961, Sikkim, Inde), aussi appelée Khandro Urgyen Tsomo  et Tsourphou Khandro Chènmo (la grande Dakini de Tsourphou), était une pratiquante du bouddhisme tibétain et fut l'épouse du 15e karmapa. En 1959, elle suivit le 16e karmapa en exil en Inde où elle est morte.

## Biographie
Urgyen Tsomo est née en 1897 dans une famille vivant près du monastère de Tsourphou. Le 15e karmapa, Khakyab Dorje (1871-1922), eut une vision dans ses rêves d'une émanation de la Yogini Yeshe Tsogyal et des indications qu'il devait l'épouser pour prolonger sa vie. Il fut, après le 10e karmapa, le second de la lignée à se marier. L'émanation de Yeshe Tsogyal visualisée dans ses rêves était Urgyen Tsomo. Quand elle fut découverte, elle avait 16 ans. Elle était dotée d'une forme de réalisation spontanée, et accomplit la pratique de purification dite de Dorjé Naljorma pour le karmapa, très malade à ce moment-là, et put prolonger sa vie de 9 ans.
Elle avait eu pour lama racine Beru Khyentse Rinpoché.
Un an avant la disparition du 15e karmapa, il remit à un groupe de 3 personnes comprenant Urgyen Tsomo la lettre-testament indiquant les circonstances de sa renaissance dans le Kham.
Après la disparition du 15e karmapa, Urgyen Tsomo demeura en retraite au monastère de Tsourphou et enseigna le Dharma au centre de retraite jusqu'à la fin de sa vie, à l'époque de l'occupation chinoise. Elle devint renommée et était appelée la grande khandro (ou dakini) de Tsourphou. Le 16e Karmapa lui confia un damaru et ses souvenirs sacrés.
En mars 1959, Urgyen Tsomo faisait partie des 160 personnes qui accompagnèrent le 16e karmapa quand il quitta le Tibet pour le Bhoutan.
Urgyen Tsomo rejoint le Sikkim en Inde où elle fonda, à proximité du monastère de Rumtek, un couvent où elle est morte en 1961.
Khandro Rinpoché (Khandro Tsering Paldron) a été reconnue par le 16e karmapa comme la réincarnation de Urgyen Tsomo.